# Médéric Clain
Pour les articles homonymes, voir Clain.
Médéric Clain, né le 29 octobre 1976 à Meulan, est un coureur cycliste français, membre de l'UV Poitiers. Professionnel à partir de 2000, sa carrière s'est achevée en 2004 avec son licenciement par l'équipe Cofidis en raison de son implication dans l'affaire de dopage dite « affaire Cofidis ». 
Il a notamment terminé l'année 2005 à la première place du classement de la Fédération française de cyclisme et l'année 2009 à la deuxième place. Il a également été troisième du championnat de France amateurs en 2005.

## Biographie
Médéric Clain commence le cyclisme durant son enfance au CSM Aubergenville-Élisabethville. Il est ensuite licencié à l'US Maule puis  rejoint le Cyclo-club rennais en catégorie cadet en 1991. Il s'essaye à la course sur piste avec un franc succès. À l'automne 1992 il rejoint le club cycliste Louison Bobet pour ses débuts chez les juniors.
Il devient coureur professionnel en 2000 au sein de l'équipe Besson Chaussures. Il se classe cette année-là deuxième du Grand Prix Ost Fenster au Luxembourg et onzième du championnat de France sur route. L'année suivante, il rejoint l'équipe Cofidis, meilleure équipe française à cette époque.
Il obtient plusieurs places d'honneur : quatrième du Tour de Bochum et septième de la Japan Cup en 2001, sixième du Tour de Vendée, septième de Paris-Camembert et neuvième du Grand Prix de Denain 2002. En septembre 2002, il participe au Tour d'Espagne. Il y porte le maillot orange de leader du classement de la montagne de la deuxième à la huitième étape. 
En 2003, il se classe deuxième de l'EOS Tallinn GP, cinquième du Tour du Limousin et septième de Paris-Corrèze. Il participe en juillet au Tour de France où il se fait remarquer à cause de son implication dans la chute massive à l'arrivée de la 1e étape. Il termine la course à la 105e place du classement général.
En 2004, alors que Médéric Clain entame sa quatrième saison au sein de l'équipe Cofidis, il se trouve impliqué dans l'affaire révélant des pratiques de dopage au sein de celle-ci. À la suite des témoignages de Philippe Gaumont et Robert Sassone, il est suspendu par Cofidis, mis en examen le 1er avril et licencié le 4 mai. Il admet avoir acheté des substances interdites mais nie les avoir consommées. Sa suspension est levée par la Fédération française de cyclisme (FFC) en novembre 2004.
Après avoir été consultant pour France Bleu Poitou durant sa période de suspension, Médéric Clain court en 2005 avec l'équipe amateur
Team Odass Diemme, à défaut de pouvoir intégrer une équipe professionnelle. Il remporte une étape du Critérium des Espoirs, et se classe deuxième du Grand Prix de Nogent-sur-Oise, du Circuit de Saône-et-Loire, troisième du championnat de France amateur et quatrième du Tour de Guadeloupe. Il termine l'année à la première place du classement de la FFC. 
En 2006, il rejoint le Vélo-Club de Roubaix à la demande de Cyrille Guimard qui souhaite en faire le « chef de file » de l'équipe. Il termine troisième du Grand Prix de Lillers, de la Boucle de l'Artois, cinquième du Tour de Gironde et septième de la Classic Loire Atlantique. En 2007, le VC Roubaix lance l'équipe professionnelle Roubaix Lille Métropole. Alors qu'il attendait son blanchiment dans l'affaire Cofidis pour pouvoir intégrer cette équipe, Médéric Clain est condamné à une peine de prison avec sursis par le tribunal de Nanterre.
Il poursuit sa carrière amateur au club de Saint-Cyr-sur-Loire-Tours. Il y a un rôle de « capitaine de route » pour les jeunes coureurs de l'équipe, et gagne des courses du calendrier national. Il obtient également des résultats sur des courses de l'UCI Europe Tour : il est troisième du GP Cristal Energie en 2007, deuxième de la Ronde de l'Oise et de la Roue tourangelle en 2009. À la fin de l'année 2009, il est deuxième du classement de la FFC. 
Depuis 2013, il roule pour l'équipe de l'UV Poitiers et l'équipe de France des clubs de la Défense. En 2018, il devient champion de France et du monde des sapeurs pompiers, dans la catégorie des 40-49 ans.

## Palmarès
| - 1997 - 1re étape du Tour de la Haute-Marne - 3e du Tour de Rhuys - 1999 - La Tramontane - Circuit Berrichon : - Classement général - 3e étape - 2e étape du Tour de Corrèze - 1re étape du Tour de la Porte Océane - 2e de Paris-Barentin - 2e de la Mi-août en Bretagne - 2000 - 2e du Grand Prix Ost Fenster - 2003 - 2e de l'EOS Tallinn GP - 2005 - 1re étape du Critérium des Espoirs - 1re et 3e étapes du Circuit de Saône-et-Loire - 2e du Circuit de Saône-et-Loire - 2e du Grand Prix de Nogent-sur-Oise - 2e du Circuit boussaquin - 3e des Boucles de l'Austreberthe - 3e du championnat de France amateurs - 2006 - 2e des Boucles guégonnaises - 3e du Grand Prix de Lillers - 3e de la Boucle de l'Artois - 3e du Grand Prix de Tours - 3e du Tour de Moselle - 2007 - Critérium des Deux Vallées : - Classement général - 2e étape - Grand Prix de La Rouchouze - Grand Prix de Tours - 1re étape du Tour de Dordogne - 2e du Grand Prix d'Availles-Limouzine - 2e du Prix Albert-Gagnet - 3e du Tour du Canton de Saint-Ciers - 3e du championnat de l'Orléanais - 3e du Grand Prix Cristal Energie - 3e de Paris-Chalette-Vierzon - 2008 - Champion de l'Orléanais - Prix de Léguillac-de-Cercles - 2e étape du Tour du Canton de Saint-Ciers - 2e du Tour du Canton de Dun-le-Palestel - 2e de l'Étoile d'or - 2e du Grand Prix de Cherves - 3e du Grand Prix de la Trinité - 3e des Boucles Nationales du Printemps - 3e du Grand Prix de La Rouchouze - 2009 - Prix de Léguillac-de-Cercles - Circuit boussaquin - 2e étape du Critérium des Deux Vallées - Grand Prix Claude-Magni - Grand Prix de Montamisé - Grand Prix de Chartres - 4e étape du Tour de Nouvelle-Calédonie - 2e de la Roue tourangelle - 2e de la Ronde de l'Oise - 2e de l'Étoile d'or - 2e du Grand Prix des vins de Panzoult - 3e du Tour du Canton de Saint-Ciers - 3e du Tour du Canton du Pays Dunois - 3e du Grand Prix de Tours | - 2010 - Grand Prix de Loches - Grand Prix de Tours - 4e et 10e étapes du Tour de Madagascar - 2e du Tour du Canton de Saint-Ciers - 2e du Grand Prix de Cherves - 2e du Tour de Madagascar - 2011 - Grand Prix de Loches - Prix de la Saint-Jean - Semi-nocturne de Loudun - Nocturne de Poitiers - Ronde de Cognac - 1reb et 5e étapes de la Boucle du coton - 1re étape du Tour de Madagascar - 2e de la Flèche de Locminé - 2e du Tour du Canton de La Trimouille - 3e de Redon-Redon - 3e du Grand Prix d'Availles-Limouzine - 3e du Grand Prix des vins de Panzoult - 3e du Prix Albert-Gagnet - 3e du Tour de Madagascar - 2012 - Championnat de la région Centre - Prix de Saint-Savin - Grand Prix de Loches - Tour des Boulevards - 2e du Grand Prix de la Gerbe Savoyarde - 2013 - 6e étape du Circuit des plages vendéennes - Tour du Togo : - Classement général - 2e, 4eb, 6e et 7e étapes - Tour de la République démocratique du Congo : - Classement général - 2e, 3e, 4e, 5e et 7e étapes - Nocturne de Poitiers - 4e et 6e étapes du Tour de Madagascar - 2014 - 4e et 5e étapes du Tour de la République démocratique du Congo - 2015 - 2e étape du Tour du Haut-Poitou - 3e du Grand Prix de La Rouchouze - 2017 - 3e étape du Tour du Faso - 2e du Tour du Sénégal - 2018 - Champion du monde des sapeurs pompiers (40-49 ans) - Champion de France des sapeurs pompiers (40-49 ans) |  |

## Résultats sur les grands tours

### Tour de France
1 participation
- 2003 : 105e

### Tour d'Espagne
1 participation
- 2002 : 70e

## Classements mondiaux
| Année           | 2005 | 2006 | 2007 | 2008 | 2009 | 2010 | 2011  | 2012 | 2013 | 2014 |
| --------------- | ---- | ---- | ---- | ---- | ---- | ---- | ----- | ---- | ---- | ---- |
| UCI Africa Tour |      |      |      |      |      |      |       | 108e |      | 180e |
| UCI Europe Tour | 244e | 331e | 712e |      | 227e | 677e | 1023e |      |      |      |